# Nejkrásnější den
Nejkrásnější den (v německém originále Der geilste Tag ) je německé komediální drama režiséra a scenáristy Floriana Davida Fitze z roku 2016. Hlavní role ztvárnili Fitz a Matthias Schweighöfer. Premiéra v kinech proběhla v Německu 25. února 2016, v českých kinech se film objevil 11. srpna 2016.

## Obsah filmu
Nesmělý třiatřicetiletý klavírista Andi a jeho o tři roky starší rebelující spolubydlící Benno nemohou být odlišnější, ale přece oba mají něco společného. Oba trpí nevyléčitelnou nemocí, Andi má plicní fibrózu, kdežto Benno mozkový nádor a oba nelibě čekají ve zdravotnickém zařízení na blížící se smrt. Spontánně ale utečou, pomocí lsti vyberou peníze z bankovního úvěru a odcestují do Jižní Afriky, kde žije Bennyho bývalá přítelkyně, aby zde strávili „nejkrásnější den“ svého života. Přes všechny útrapy a zážitky ovšem nenachází uspokojení a musí se sami sebe zeptat, zda náhodou nehledají něco úplně jiného.

## Obsazení
| Florian David Fitz    | Benno          |
| Matthias Schweighöfer | Andi           |
| Alexandra Maria Lara  | Mona           |
| Karl Friedrich        | Schulze        |
| Robert Nickisch       | Pfleger Reiner |
| Rainer Bock           | doktor Wüst    |

## Ocenění
V roce 2016 získal Florian David Fitz filmovou cenu Romy v kategorii nejlepší scénář.

## Podobné filmy
- Klepání na nebeskou bránu – německý film z roku 1997 s podobnou tematikou